# Nigel Unwin
Peter Nigel Tripp Unwin (* 1. November 1942) ist ein britischer Neurobiologe und emeritierter Forscher am Laboratory of Molecular Biology (LMB) des Medical Research Council (MRC) in Cambridge.

## Leben
Unwin erwarb einen Bachelor of Engineering an der University of Otago und an der Cambridge University einen Ph.D., bevor er 1968 an das LMB ging. Zwischen 1980 und 1988 war er Professor für Zellbiologie an der Stanford University in Stanford, Kalifornien, bevor er wieder an das LMB wechselte, wo er 1992 die Leitung der Abteilung für Neurobiologie übernahm. Von 2003 bis 2008 war er Co-Direktor der Abteilung.

## Wirken

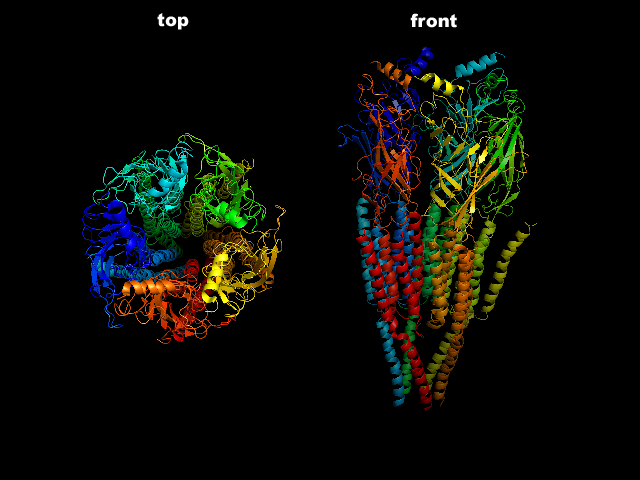
Der ACh-n-Rezeptor aus dem Zitterrochen (Torpedo) in Seitenansicht (rechts) und Draufsicht (links) nach

Gemeinsam mit Richard Henderson gelang es Unwin erstmals überhaupt, die Struktur eines Membranproteins, des Bacteriorhodopsin, aufzuklären. Unwin hat neue Methoden der Elektronenmikroskopie entwickelt, um mittels Beugung von Elektronen die Strukturaufklärung biologischer Makromoleküle zu betreiben, insbesondere von Ionenkanälen wie dem nikotinischen Acetylcholinrezeptor, der eine besondere Rolle bei der Signaltransduktion zwischen Nervenzellen oder zwischen Nervenzellen und Muskelfasern spielt. Die Auflösung seiner Analyse dieses Rezeptors beim Zitterrochen (Torpedo) erreicht 4 Ångström.

## Auszeichnungen (Auswahl)
- 1980 Ernst-Ruska-Preis für Elektronenmikroskopie der Deutschen Gesellschaft für Elektronenmikroskopie (mit Richard Henderson)[1]
- 1983 Mitglied (Fellow) der Royal Society[2]
- 1991 Rosenstiel Award (mit Richard Henderson)[3]
- 1996 Louis-Jeantet-Preis[4]
- 1999 Gregori-Aminoff-Preis für Kristallografie der Königlich Schwedischen Akademie der Wissenschaften[5]
- 2017 Gjønnes Medal in Electron Crystallography

## Veröffentlichungen (Auswahl)
- A. Miyazawa, Y. Fujiyoshi und N. Unwin: Structure and gating mechanism of the acetylcholine receptor pore. In: Nature. Band 423, 2003, S. 949–955
- N. Unwin: Refined structure of the nicotinic acetylcholine receptor at 4Å resolution. In: J Mol Biol. Band 346, 2005, S. 967–989
- J. O’Brien, N. Unwin: Organization of spines on the dendrites of Purkinje cells. In: Proceedings of the National Academy of Sciences Band 103, 2006, S. 1575–1580